# Halfdan Hansen
Halfdan Nicolai Hansen (* 16. Oktober 1883 in Oslo; † 1. April 1953 in Grotli) war ein norwegischer Segler.

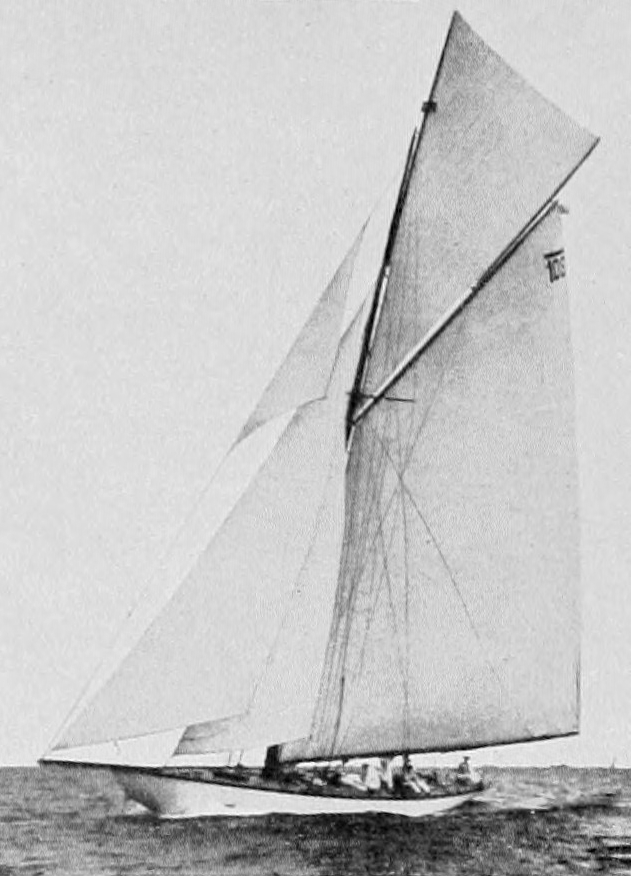
Magda IX, 12-Meter-Klasse, Goldmedaille 1912

## Erfolge
Halfdan Hansen, der für den Kongelig Norsk Seilforening segelte, wurde 1912 in Stockholm bei den Olympischen Spielen in der 12-Meter-Klasse Olympiasieger. Er war Crewmitglied der Magda IX, die in beiden Wettfahrten der Regatta den ersten Platz belegte und damit den Wettbewerb vor den einzigen beiden Konkurrenten gewann, dem schwedischen Boot Erna Signe von Skipper Nils Persson und dem finnischen Boot Heatherbell von Skipper Ernst Krogius. Zur Crew der Magda IX gehörten außerdem Alfred Larsen, der auch Eigner der Magda IX war, sowie Nils Bertelsen, Eilert Falch-Lund, Christian Staib, Petter Larsen, Magnus Konow, Arnfinn Heje und Carl Thaulow. Skipper der Yacht war Johan Anker, die er auch entworfen hatte.
Sein Sohn Børre Falkum-Hansen gewann 1952 in Helsinki die Silbermedaille in der 5,5-Meter-Klasse. An Ostern 1953 wurde Hansen beim Skilaufen von einem Blizzard überrascht und erfror. Seine Leiche wurde Tags darauf, am 2. April 1953, gefunden.